# Били Џој
Вилијам Нелсон Џој (рођен 8. новембра, 1954) амерички је рачунарски стручњак. Са Винодом Кослом, Андреасом фон Бехтосхајмом и Скотом Макнилијем основао је компанију Сан мајкросистемс, у којој је до 2003. био водећи стручњак. За време студија на Берклију одиграо је важну улогу у почетном развоју BSD UNIX-а и аутор је процесора текста vi. Године 2000. написао је есеј „Зашто нас будућност не треба”, у којем је изразио забринутост због правца у ком се развијају савремене технологије.